# おくずかけ
おくずかけ（お葛かけ）は、宮城県で食べられる汁料理の一つ。すっぽこと呼ぶ地域も有る。
片栗粉などでとろみをつけた醤油味の汁に、同県の特産品である温麺や野菜、豆麩、油揚げなどを入れて煮込んだもので、精進料理として主にお盆や彼岸に食べる。地域や家庭ごとに味付けや具に変化がある。
温麺の一般的な食べ方であり、ずんだ餅とともに宮城県の郷土料理の代表といえるだろう。
主な具材
・茄子
・いんげん
・にんじん
・里芋
・油揚げ
・干し椎茸（戻し汁も使用する）
・温麺
・豆麩
・みょうが
などが基本である、本来は精進料理であるが、かつおだしを入れたり、鶏肉や豚肉を入れたり、
温麺の代わりに白滝を入れたり、各家庭でのアレンジにより子供や若者の口に合うように変化した形で
お袋の味として伝わっている。